# Castello di Montegrossoli
Il castello di Montegrossoli è una struttura militare, oggi ridotta a rudere, situata a Montegrossi, nelle vicinanze dell'abbazia di Coltibuono, nel comune di Gaiole in Chianti.
Il castello è posto sulla sommità di un rilievo dei monti del Chianti, al confine tra le province di Firenze e Arezzo ad un'altezza di circa 700 metri. La posizione strategica ne fece un luogo importantissimo per il controllo delle zone a cavallo tra il Chianti e il Valdarno superiore.

## Storia
La fortezza appare citata per la prima volta in un documento risalente al 1007.
Venne successivamente acquistato dalla famiglia Firidolfi, fedeli sostenitori della parte ghibellina, che ne fecero la sede delle loro attività nella zona. Attività che comprendevano anche il brigantaggio e il saccheggio delle merci transitanti per la strada sottostante.
Nel 1172 il castello venne espugnato dai Fiorentini che imposero ai Firidolfi di cacciare il legato imperiale. Il dominio fiorentino sul castello fu di brevissima durata e i Firidolfi ne approfittarono per ricostruirlo e fortificarlo in maniera più efficace. Negli anni seguenti i Fiorentini tentarono più volte di riprendere il possesso del maniero ma vennero sempre respinti dai Firidolfi e dai loro armati.
La situazione precipitò nel 1182 quando, durante l'estate un convoglio formato da 50 muli carichi di grano venne assaltato e saccheggiato da Spinello Firidolfi e dai suoi figli Pepus, Scolaio e Spinello junior. Nello stesso periodo Firenze attraversava un periodo di carestia e quel saccheggio fu il pretesto per scatenare una nuova guerra. Di lì a poco i fiorentini tornarono a Montegrossoli e dopo aver conquistato il castello, lo rasero al suolo fino alle fondamenta
L'importanza strategica del castello però era enorme e in poco tempo il castello venne ricostruito e nuovamente occupato dai Firidolfi. Il castello infatti faceva parte della catena difensiva dei fedeli dell'imperatore. L'imperatore Federico Barbarossa aveva inserito Montegrossoli all'interno di una linea militare composta dalle fortezze di San Miniato, Fucecchio, Pogni e Semifonte.
Nel 1197 i Fiorentini acquistarono il castello dai Firidolfi ponendo fine alla guerra.
Il castello venne assediato dalle truppe Aragonesi nel 1478 e nel 1530 le truppe di Carlo V lo conquistarono e lo rasero definitivamente al suolo; questo per evitare che la Repubblica di Firenze potesse usare il castello come base per una riconquista della zona del Chianti.
Il castello da allora risulta abbandonato.

## Il castello oggi

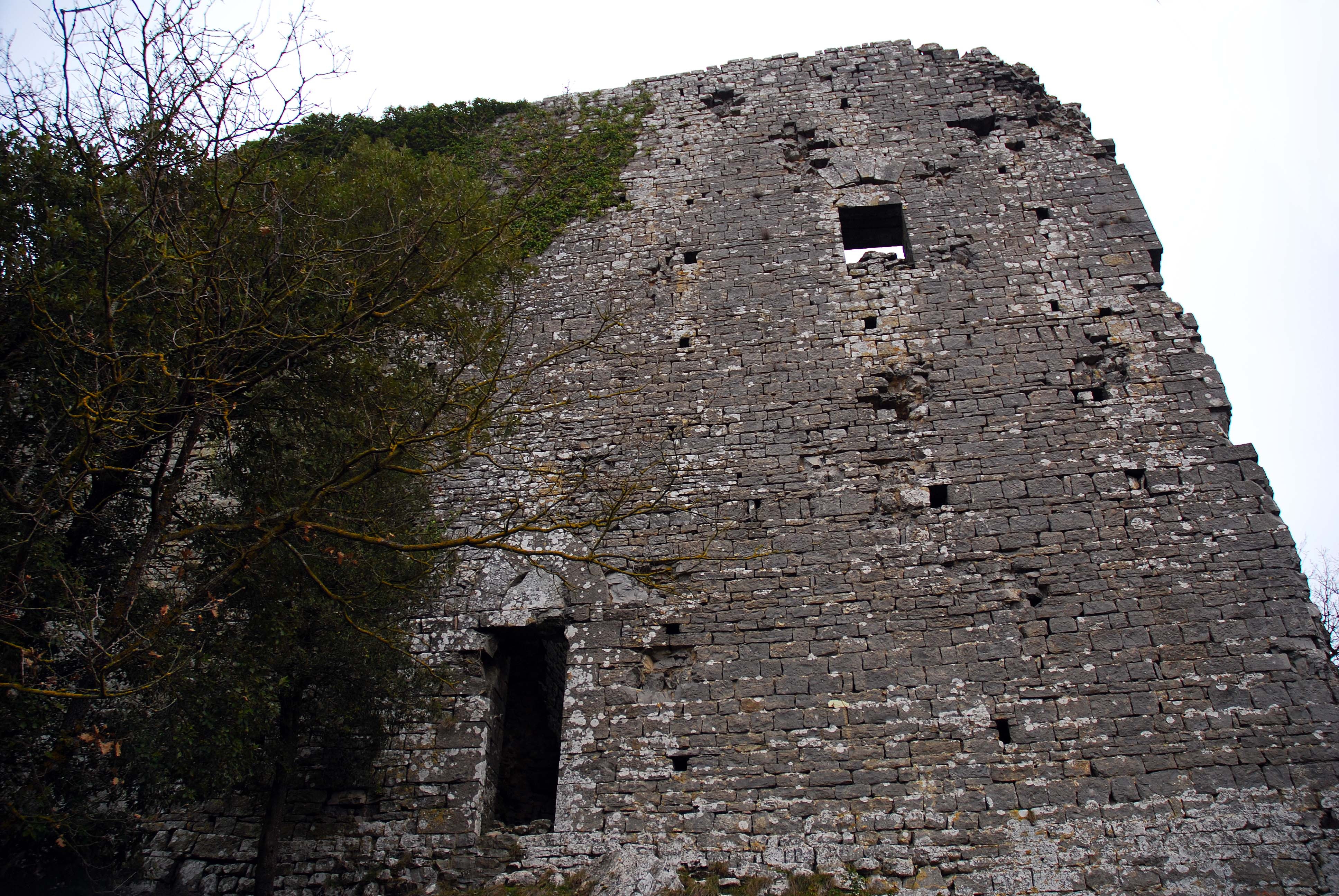
Fianco occidentale, con portale di accesso

Sulla cresta del monte svetta imponente la struttura del cassero e ai suoi piedi sono collocate, coperte dalla vegetazione, le pietre della cinta muraria. Il cassero presenta una porta d'accesso, ad un piano rialzato rispetto al terreno. Dalla porta si accede all'interno della struttura. Sono visibili i capitelli in pietra che reggevano i solai. Nella parte nord sono presenti i resti del soffitto a volta di alcuni locali, forse adibiti ad abitazione.
Tutto il complesso versa in uno stato di grave abbandono, tanto che la visita all'interno risulta essere molto pericolosa.